# Toowoomba
Toowoomba város Ausztrália Queensland tartományában, Brisbane-től közúton 125 km-re nyugatra, a Nagy-Vízválasztó-hegység és a Darling Downs peremén.
Lakossága 2011-ben 96 ezer fő volt.
A környező mezőgazdasági területek piaci központja. Egyetemi város.

## Nevezetes emberek
- Peter Cameron, matematikus
- Natalie Grinham, squash játékos
- Rachael Grinham, squash játékos
- Sir Littleton Ernest Groom, politikus
- Michael Katsidis, profi boxoló
- Michael Fabian McCarthy, érsek
- Will Power, autóversenyző
- Cheryl Praeger, matematikus
- Geoffrey Rush, színész
- Penelope Wensley, Queensland kormányzója

## Fordítás
Ez a szócikk részben vagy egészben  a   Toowoomba című angol Wikipédia-szócikk fordításán alapul.  Az eredeti cikk szerkesztőit annak laptörténete sorolja fel. Ez a jelzés csupán a megfogalmazás eredetét és a szerzői jogokat jelzi, nem szolgál a cikkben szereplő információk forrásmegjelöléseként.